# Пул, Реган
Ре́ган Ле́сли Пул (англ. Regan Leslie Poole; род. 18 июня 1998 года, Кардифф) — валлийский футболист, защитник английского клуба «Портсмут».

## Клубная карьера
Уроженец Кардиффа, Реган Пул начал свою карьеру в академии «Кардифф Сити». В июне 2014 года стал игроком академии клуба «Ньюпорт Каунти». В сентябре того же года находился на просмотре в «Манчестер Юнайтед». 20 сентября 2014 года дебютировал в основном составе «Ньюпорт Каунти» в матче против «Шрусбери Таун», став самым юным дебютантом «Ньюпорт Каунти» за всю историю (на тот момент ему было 16 лет и 94 дня). В мае 2015 года Пул находился на просмотре в «Ливерпуле». В общем сложности Реган провёл за «Ньюпорт Каунти» 16 матчей.
1 сентября 2015 года Реган Пул перешёл в «Манчестер Юнайтед» за 100 000 фунтов.
25 февраля 2016 года Пул дебютировал за «Манчестер Юнайтед» в матче 1/16 Лиги Европы УЕФА против «Мидтьюлланна», выйдя на замену Андеру Эррере.
7 июля 2017 года отправился в сезонную аренду в клуб «Нортгемптон Таун».
Летом 2018 года вернулся из сезонной аренды в «Манчестер Юнайтед». В январе 2019 года отправился в аренду в «Ньюпорт Каунти».

## Карьера в сборной
В 2014 году дебютировал в составе национальной сборной Уэльса до 17 лет. Впоследствии играл за сборные Уэльса до 19, до 20 и до 21 года.
11 октября 2023 года дебютировал за главную сборную Уэльса в товарищеском матче против сборной Гибралтара.

## Статистика выступлений
| Клуб              | Сезон            | Лига | Лига | Кубок Англии | Кубок Англии | Кубок лиги | Кубок лиги | Еврокубки | Еврокубки | Прочие | Прочие | Итого | Итого |
| Клуб              | Сезон            | Игры | Голы | Игры         | Голы         | Игры       | Голы       | Игры      | Голы      | Игры   | Голы   | Игры  | Голы  |
| ----------------- | ---------------- | ---- | ---- | ------------ | ------------ | ---------- | ---------- | --------- | --------- | ------ | ------ | ----- | ----- |
| Ньюпорт Каунти    | 2014/15          | 11   | 0    | 0            | 0            | 0          | 0          | 0         | 0         | 1      | 0      | 12    | 0     |
| Ньюпорт Каунти    | 2015/16          | 4    | 0    | 0            | 0            | 1          | 0          | 0         | 0         | 0      | 0      | 5     | 0     |
| Ньюпорт Каунти    | Итого            | 15   | 0    | 0            | 0            | 1          | 0          | 0         | 0         | 1      | 0      | 17    | 0     |
| Манчестер Юнайтед | 2015/16          | 0    | 0    | 0            | 0            | 0          | 0          | 1         | 0         | 0      | 0      | 1     | 0     |
| Манчестер Юнайтед | Итого            | 0    | 0    | 0            | 0            | 0          | 0          | 1         | 0         | 0      | 0      | 1     | 0     |
| Всего за карьеру  | Всего за карьеру | 15   | 0    | 0            | 0            | 1          | 0          | 1         | 0         | 1      | 0      | 18    | 0     |